# 信濃竹原站

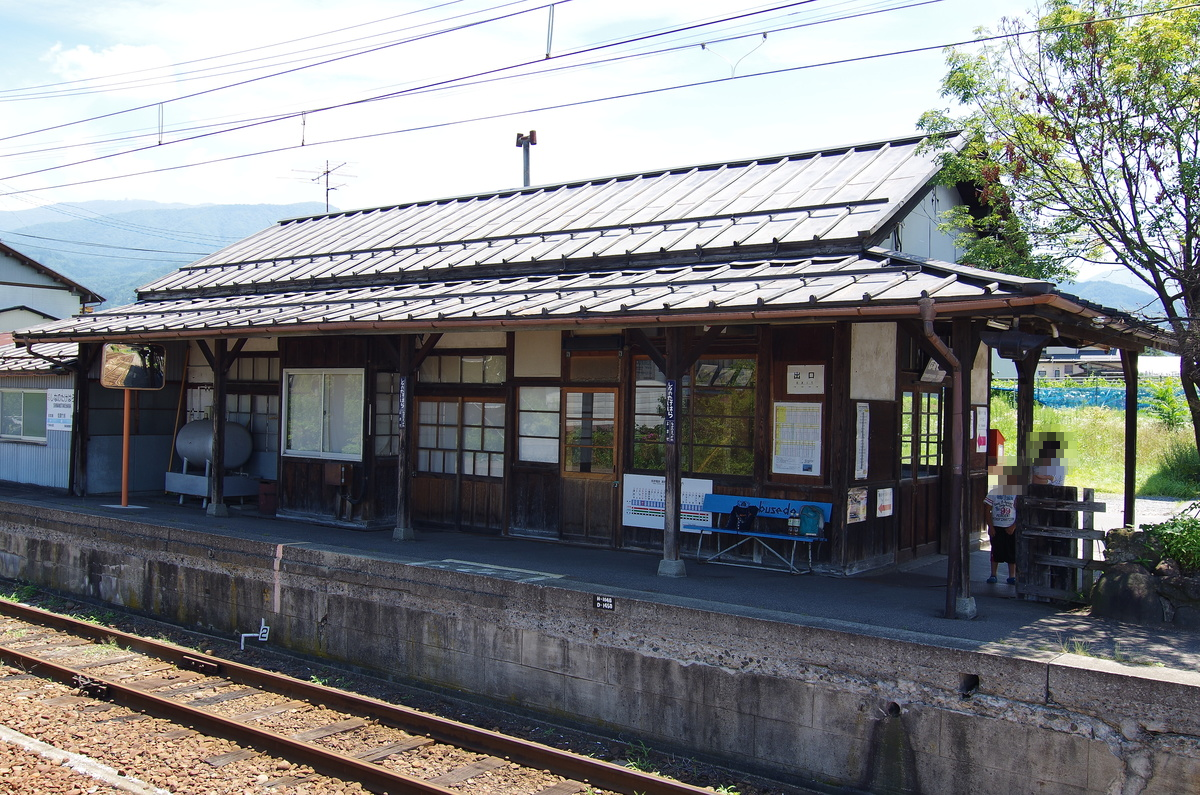
從路軌一方望見舊車站大樓

信濃竹原站（日语：／ Shinanotakehara eki */?）是位於長野縣中野市大字竹原，屬於長野電鐵的長野線車站。車站編號為N21。

## 歷史
- 1927年（昭和2年）4月28日 - 竹原站啟用[1]。
- 1932年（昭和7年）6月16日 - 車站改名為信濃竹原站[1]。
- 1979年（昭和54年）4月1日 - 結束貨物業務。
- 1995年（平成7年） -  成為無人車站[1]。
- 2011年（平成23年）2月13日 - B特急不再停靠此站。

## 車站構造

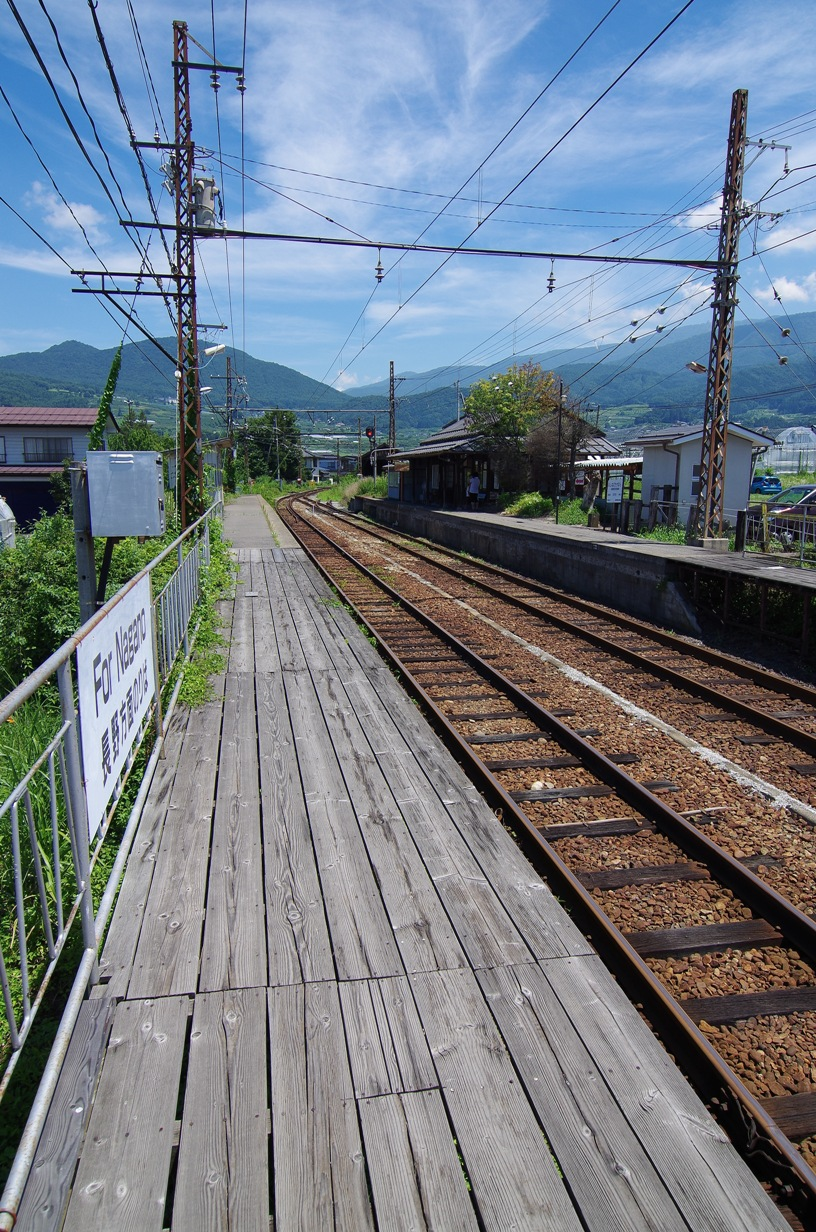
月台（2015年6月）

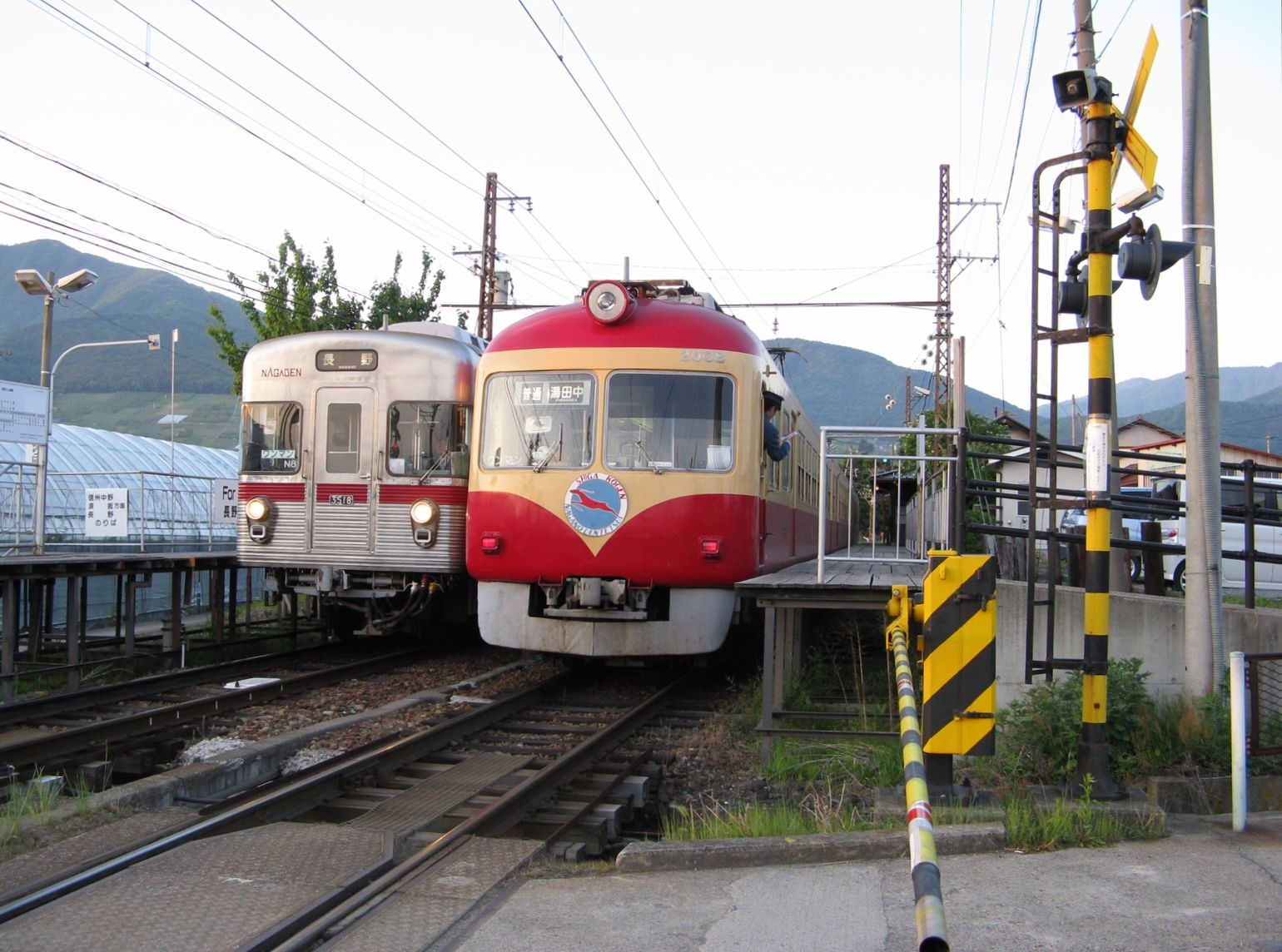
長野電鐵2000系電動列車和長野電鉄3500系電動列車進行列車交會

此站是設有2面2線相對式月台的地面車站 。此站曾經為有人車站，現時則為無人車站；而站房通常會被封鎖。此站過去設有貨物月台。
此站是信州中野站至湯田中站之間唯一可進行列車交會的車站，因此該區間的列車（部分從須坂到發）為了等候特急通過而需要停留較長時間。

### 月台
| 月台         | 路線    | 上下行 | 方向               |
| ------------ | ------- | ------ | ------------------ |
| 車站大樓一方 | ■長野線 | 下行   | 湯田中方向         |
| 車站大樓對面 | ■長野線 | 上行   | 信州中野、長野方向 |

在旅客資訊上沒有編排月台號碼。

## 使用狀況
以下為近年1日平均乘車人次變化。
| 年度   | 一日平均 乘車人次 |
| ------ | ----------------- |
| 2000年 | 49                |
| 2001年 | 36                |
| 2002年 | 30                |
| 2003年 | 25                |
| 2004年 | 46                |
| 2005年 | 46                |
| 2006年 | 41                |
| 2007年 | 36                |
| 2008年 | 38                |
| 2009年 | 38                |
| 2010年 | 41                |
| 2011年 | 41                |
| 2012年 | 41                |
| 2013年 | 30                |
| 2014年 | 25                |
| 2015年 | 30                |
| 2016年 | 33                |
| 2017年 | 30                |
| 2018年 | 28                |

## 車站周邊
- 夜間瀨川（日语：夜間瀬川）
- 中野竹原簡易郵局
- 國道292號（日语：国道292号）
- 國道403號（日语：国道403号）
- 十三崖之紅隼繁殖地（日语：十三崖のチョウゲンボウ繁殖地）[1]

## 巴士路線
站前長野縣道355號壁田松崎線設有長電巴士竹原站巴士站。

### 長電巴士
- 菅線 
  - 中野駅 - 中町 - 松川站 - AEON中野店（日语：イオン中野ショッピングセンター） - 長元坊團地 - 竹原站 - 戶狩 - 湯田中站
  - 中野駅 - 中町 - 松川站 - AEON中野店 - 長元坊團地 - 竹原站 - 戶狩 - 佐野入口 - 菅

## 相鄰車站
長野電鐵
■長野線
■A特急、■B特急
通過
■普通
中野松川（N20）－信濃竹原（N21）－夜間瀨（N22）

## 注腳
1. 1 2 3 4 5 6 7 8 9 10 11 12  信濃毎日新聞社出版部. . 信濃毎日新聞社. 2011-07-24: 285. ISBN 9784784071647 （日语）.
2. ↑  《中野市之統計》各年度版。

## 外部連結
- 信濃竹原站｜各站資訊 （页面存档备份，存于）（日語） - 長野電鐵